# Copa del Rey 1909
Die Copa del Rey 1909 war die siebte Austragung des spanischen Fußballpokalwettbewerbes.
Der Wettbewerb fand vom 4. bis zum 8. April 1909 statt. Am Turnier nahmen der FC Barcelona (Region Katalonien), Athletic Bilbao (Bizkaia, Baskenland), Español de Madrid (Madrid), Galicia FC (Pontevedra, Galicien) und Club Ciclista de San Sebastián (Gipuzkoa, Baskenland) teil. Die Mannschaft aus San Sebastian war die einzige echte Vereinsmannschaft bei diesem Turnier, diese hatten sich erst wenige Wochen vor dem Turnier umbenannt und behördlich registriert; eine Anmeldung unter dem Namen San Sebastián FC wäre gescheitert, da dieser Klub nicht registriert war. Das Turnier gewann schließlich Club Ciclista durch einen 3:1-Erfolg über Español de Madrid.

## 1. Runde
| Datum         |                 | Ergebnis |                                |
| ------------- | --------------- | -------- | ------------------------------ |
| 4. April 1909 | Athletic Bilbao | 2:4      | Club Ciclista de San Sebastián |

## Halbfinale
| Datum         |                                | Ergebnis |              |
| ------------- | ------------------------------ | -------- | ------------ |
| 5. April 1909 | Español de Madrid              | 3:2      | FC Barcelona |
| 6. April 1909 | Club Ciclista de San Sebastián | 2:0      | Galicia FC   |

## Finale
| Club Ciclista de San Sebastián                 | Club Ciclista de San Sebastián | Español de Madrid | Español de Madrid |
| ---------------------------------------------- | --- | --- | ----------------- |
| Club Ciclista de San Sebastián                 | \| Finale \| \| 8. April 1909 in Madrid (Estadio de O’Donnell) \| \| Ergebnis: 3:1 (1:0) \| \| Zuschauer: – \| \| Schiedsrichter: Almasqué (Barcelona) \| \| Spielbericht \| | \| Finale \| \| 8. April 1909 in Madrid (Estadio de O’Donnell) \| \| Ergebnis: 3:1 (1:0) \| \| Zuschauer: – \| \| Schiedsrichter: Almasqué (Barcelona) \| \| Spielbericht \| | Español de Madrid |
| Club Ciclista de San Sebastián                 | Pedro Bea – Alfonso Sena, Manuel Arocena – Domingo Arrillaga, Bonifacio Echeverría, José Rodríguez – Miguel Sena, Mariano Lacort, C. F. Simmons, G. MacGuinness, J. Biribén  | Pablo Lemmel – Carruana, Méndez – Manuel Yarza, Kindelán, Heredia – Armando Giralt, José Giralt, Antonio Sánchez Neyra, Morales, Rodríguez                                   | Español de Madrid |
| Club Ciclista de San Sebastián                 | 1:0 MacGuinness (30., Elfmeter) 2:0 Simmons (47.) 3:1 M. Sena (2. H.) | 2:1 J. Giralt (2. H.) | Español de Madrid |
| Club Ciclista de San Sebastián                 | Torhüter Bea hält beim Stand von 3:1 einen Elfmeter von Neyra | | Español de Madrid |
| Finale                                         | | |                   |
| 8. April 1909 in Madrid (Estadio de O’Donnell) | | |                   |
| Ergebnis: 3:1 (1:0)                            | | |                   |
| Zuschauer: –                                   | | |                   |
| Schiedsrichter: Almasqué (Barcelona)           | | |                   |
| Spielbericht                                   | | |                   |

Mit dem eindeutigen 3:1-Finaltriumph gegen Español de Madrid feierte San Sebastián den ersten von zwei Pokalsiegen in der Geschichte des heutigen Vereins Real Sociedad. Dabei durchbrach die Mannschaft außerdem die vier Jahre anhaltende Dominanz von Madrid FC, wobei dieser gar nicht am diesjährigen Turnier teilnahm.

## Siegermannschaft

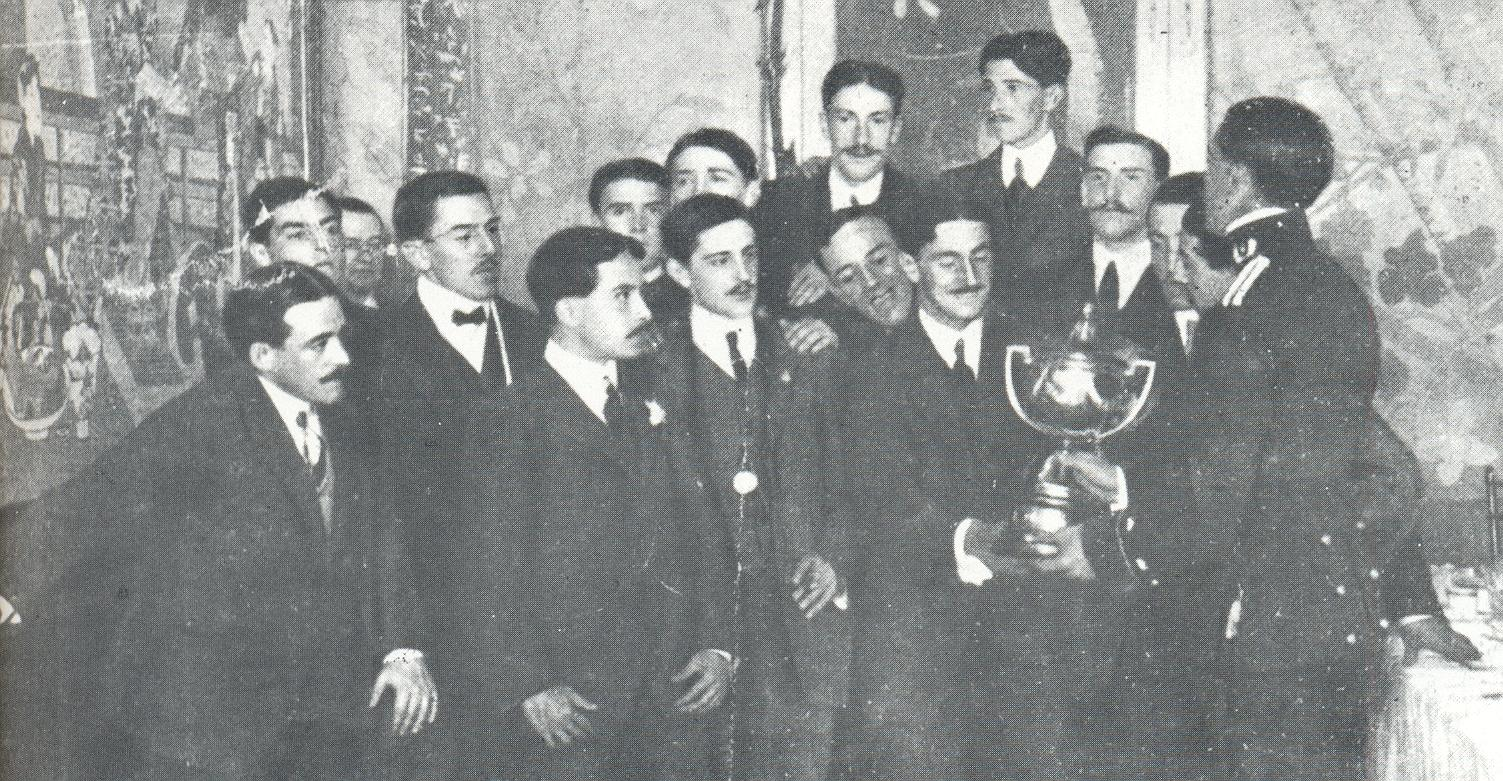
Die Siegermannschaft von Club Ciclista de San Sebastián

(in Klammern sind die Spiele und Tore angegeben)
| 1.                     | Club Ciclista de San Sebastián |
| Logo von Club Ciclista | - Tor: Pedro Bea (3/-) - Abwehr: Manuel Arocena (3/-), Alfonso Sena (3/-) - Mittelfeld: Domingo Arrillaga (3/-), Bonifacio Echeverría (3/-), José Rodríguez (3/-) - Sturm: J. Biribén (3/-), G. MacGuinness (3/6), Mariano Lacort (3/-), Miguel Sena (3/1), C. F. Simmons (3/1) - Trainer: – |

Ein Torschütze von Club Ciclista ist unbekannt.

## Torschützen
| Pl. | Nat.    | Spieler        | Verein                         | Tore |
| --- | ------- | -------------- | ------------------------------ | ---- |
| 1   | Schotte | G. MacGuinness | Club Ciclista de San Sebastián | 6    |